# Aerangis pallidiflora
Aerangis  é uma espécie de orquídea monopodial epífita, família Orchidaceae, que habita o norte e leste de Madagascar.